# Nationalisme asturien

L'asturine est le drapeau qu'emploie habituellement le nationalisme asturien de gauche

Le  nationalisme asturien est inclus dans un mouvement appelé communément « asturianisme politique ». C'est un mouvement politique et social qui considère que les Asturies doivent posséder une plus grande autonomie et qui réclame les mêmes droits que ceux d'une nation, tel le droit à l'autodétermination. La défense de la culture asturienne, de l'unité du territoire historique asturien, et surtout de la langue asturienne font partie de ses revendications.
Avant la Transition, existaient plusieurs personnages aux convictions régionalistes comme Emilio Robles Muñiz (ast). Le Gouvernement régionaliste asturien sera le premier organisme à réclamer l'autonomie, bien qu'il n'eût par la suite aucune continuité politique. La renaissance de l'asturianisme durant la Transition a pour origine le collectif culturel Conceyu Bable (ast). Et en 1976, se crée le premier parti politique nationaliste asturien, le Conceyu Nacionalista Astur (ast).
Aux Asturies, le phénomène n'a pas été, dans l'absolu, aussi prononcé que dans d'autres cas, comme ceux du nationalisme catalan ou du nationalisme basque. Le mouvement nationaliste est cependant notable dans la Politique des Asturies (ast), davantage comme mouvement social que comme élément de force institutionnelle.

## Origines et revendications

### Opposition au « covadonguisme »
Une des caractéristiques du nationalisme asturien est l'opposition à l'utilisation par le nationalisme espagnol de la figure de Pélage le Conquérant et de la bataille de Covadonga, le covadoguisme :
« El covadonguismo es una ideología especialmente desafortunada que hiere, a un tiempo, demasiadas sensibilidades. Primero, sirve para tapar la boca al nacionalismo asturiano. Al identificar la nación asturiana con una especie de "España primordial", embrionaria, con un depósito de esencias hispanas, se impide toda reivindicación nacionalista que ponga el acento en las diferencias lingüísticas, étnicas, o en general, nacionales, de los asturianos con los hispanos. [...] Por otro lado, es una ideología muy estrechamente ligada con el tradicionalismo más rancio, y que este lleva consigo, la monarquía (don Pelayo, primer rey de Asturias, elegido por los astures rebeldes al Islam, sería el primer rey de España) y el imperialismo de signo católico de origen visigótico (el reino asturiano fue el germen de una reconquista imperial de la España perdida a manos de los musulmanes). El covadonguismo, por tanto, entraña la nefasta asociación de las ideas del monarquismo y de tradición católica, beligerante con el infiel. »
— Pelayo Rojo, Por un nuevo nacionalismo asturiano

« Le covadonguisme est une idéologie particulièrement mauvaise qui blesse de nombreuses sensibilités. Il sert d'abord à faire taire le nationalisme asturien. Par le fait d'identifier la nation asturienne à une sorte d' "Espagne primordiale", embryonnaire, avec un réservoir d'essences hispaniques, est empêchée toute revendication nationaliste qui mette l'accent sur les différences linguistiques, ethniques, ou même nationales entre les  Asturiens et les Hispaniques. [...] D'autre part, c'est une idéologie étroitement liée au traditionalisme le plus arriéré, avec ce qu'il implique, la monarchie (Pélage le Conquérant, premier roi des Asturies, élu par les Asturiens rebelles à l'Islam, serait le premier roi d'Espagne) et l'impérialisme catholique d'origine wisigothique (le royaume asturien fut le germe d'une reconquête impériale de l'Espagne perdue des mains des musulmans). Le covadonguisme, pour autant, comporte l'association néfaste des idées de la monarchie et de la tradition catholique, combattant l'Infidèle. »
— Por un nuevo nacionalismo asturiano

### Différenciation par rapport à la culture méditerranéenne
Les Asturies, région d'origine des Astures, ont été influencées par les cultures celtes. La région présente, pour les nationalistes asturiens, des différences significatives par rapport aux autres zones d'Espagne, plus influencées par la culture méditerranéenne.
« Asturias no es España (ni lo demás tierra conquistada). La nación asturiana vive entre dos aguas, la atlántica (o cantábrica) a la que pertenece de forma natural, y la mediterránea, a la que pertenece de forma coercitiva por la inmersión de nuestro país en la monarquía castellana, en la media, y en el estado español, en la moderna. Nos administran desde Madrid, y con ello nos imponen unas estructuras de dominación que no son las nuestras. La economía cuasi-esclavista del Sur y del Mediterráneo no es la nuestra, y los intereses productivos y comerciales del país asturiano son incluso contradictorios con los que priman en España. El desarrollo económico asturiano podrá no ser boyante, como el de Madrid, y otras regiones levantinas y sureñas, pero al menos no se basa (salvo en pequeñas cuotas, lamentables) en la explotación de emigrantes extranjeros. El esclavismo no fue nunca con el carácter nuestra gente. El medio y el talante astures siempre fueron en contra de esa tendencia del explotador de estilo mediterráneo. »
— Carlos X. Blanco, Asturias no es España

« Les Asturies ne sont pas l'Espagne (ni le reste des terres conquises). La nation asturienne vit entre deux eaux, l'atlantique (ou cantabrique), à laquelle elle appartient de façon naturelle, et la méditerranéenne, à laquelle elle appartient de façon coercitive par l'immersion de notre pays dans la monarchie castillane, à l'époque médiévale, et dans l'État espagnol, à l'époque moderne. On nous gouverne depuis Madrid, et par cela, on nous impose des structures de domination qui ne sont pas les nôtres. L'économie quasi-esclavagiste du Sud et de la Méditerranée n'est pas la nôtre, et les intérêts productifs et commerciaux du pays asturien sont en fin de compte contradictoires avec ceux qui prévalent en Espagne. Le développement économique asturien pourra ne pas être prospère, comme celui de Madrid et d'autres régions levantines et méridionales, mais au moins, il ne se base pas (épargne en petites quotités, très faibles) sur l'exploitation de migrants étrangers. L'esclavagisme n'a jamais été compatible avec le caractère de notre peuple. Le caractère et le tempérament asturien ont toujours été opposés à cette tendance de l'exploiteur de style méditerranéen. »
— Asturias no es España
.

### La question linguistique
L'asturien ou bable ne possède pas un statut officiel dans la principauté des Asturies, bien que le statut d'autonomie lui reconnaisse une protection particulière. Chaque année se déroulent des manifestations et des concerts en faveur de l'officialité de l'asturien. On retrouve les nationalistes parmi les plus farouches de ses défenseurs, quoique l'officialité soit également défendue par d'autres groupes et associations politiques, généralement de gauche, comme le PCPE.

## Histoire contemporaine
La défense de l'identité asturienne, dans une perspective régionaliste, prend son origine au XIXe siècle. Les Asturies étaient présentes comme région singulière dans le projet de Constitution élaborée en 1872. Dans les rangs de la bourgeoisie asturienne, il n'y avait ni l'intérêt politique ou intellectuel qui amène, dans les dernières décennies du XIXe siècle, à la renaissance des consciences régionales, bien qu'apparaissent des figures isolées qui s'intéressent à la langue asturienne comme José Caveda y Nava (ast), ou au roman populaire, comme Ramón Menéndez Pidal. C'est l'intellectuel Gumersindo Laverde y Ruiz (ast) qui avec le plus d'intensité affirme un asturianisme identitaire qui aspire à l'unité et l'intégrité territoriale des deux Asturies, celle d'Oviedo et celle de Santillana. Par la suite, sa singularité fut de nouveau reconnue dans le projet de statut régional pour les Asturies, rédigé du temps de la Seconde République espagnole.
Le nationalisme asturien resurgit à partir de la Transition, des mains du Conceyu Nacionalista Astur (ast), fondé en 1976, qui sera le premier parti nationaliste aux Asturies.
Durant la décade des années 1980, à l'occasion de la promulgation du statut, surgissent divers partis nationalistes de diverses tendances idéologiques comme Conceyu Independiente d'Asturies, Ensame Nacionalista Astur (ast) (ENA), ou le Partíu Asturianista (PAS). Ce dernier évoluera quelques années plus tard vers un régionalisme plus modéré.
Lors des élections régionales de 1991, Unidá (UNA) et le PAS concluent un accord pour présenter une candidature commune sous le nom de Coalición Asturiana (ast) (CA). La liste de CA obtient un siège, occupé par Xuan Xosé Sánchez Vicente, du PAS.
Aux élections régionales de 1995, le PAS obtient un député en solitaire, Xuan Xosé Sánchez Vicente étant réélu. Aux élections de 2003, Bloque por Asturies se présente en coalition avec Izquierda Unida, espérant faire partie du gouvernement asturien en se joignant à la Fédération socialiste asturienne et au PSOE. Mais les composantes nationalistes de la coalition, dont Izquierda Asturiana (ast), l'abandonnent peu après sa création en raison de fortes divergences politiques.
Dans les premiers mois de 2007, Andecha Astur (ast) et Izquierda Asturiana (ast) (IAS), unis à Los Verdes, annoncent une coalition pour les élections régionales et locales du mois de mai de cette année, sous le nom d'Unidá. Cette coalition se présente également aux élections générales de 2008.

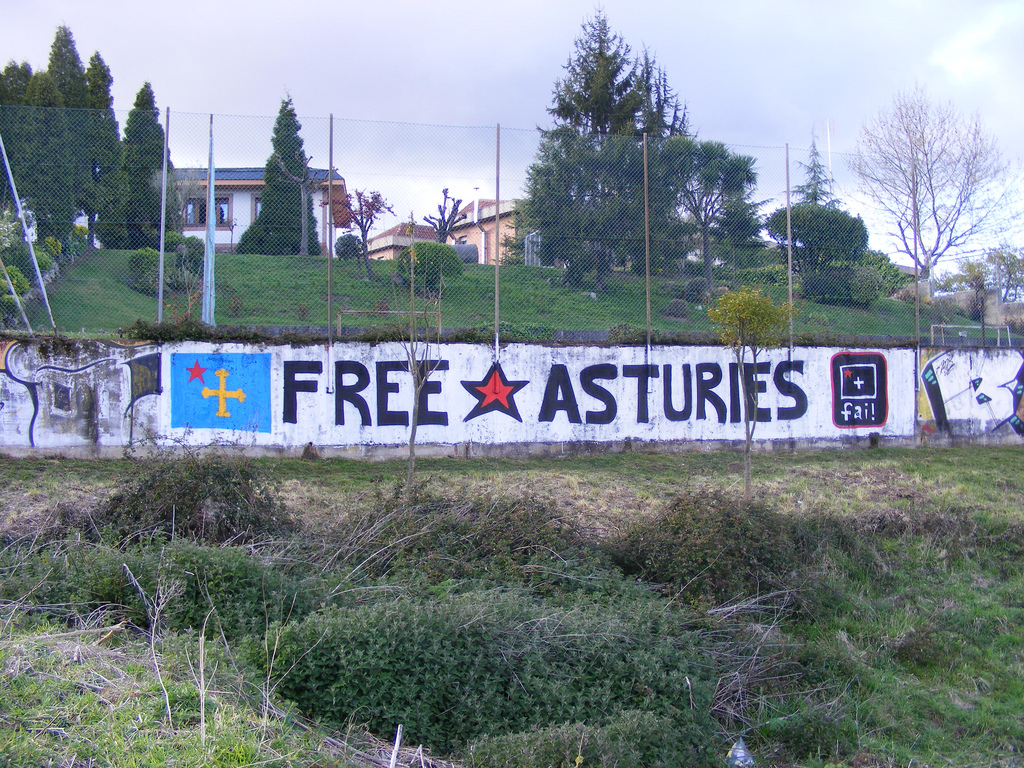
Peinture murale Fai! Asturies à Oviedo, de caractère nationaliste.

Au mois de mai 2008, la coalition électorale vient à former une fédération de partis, Unidá Nacionalista Asturiana (UNA), récupérant pour elle le nom du parti historique et intégrant diverses composantes de la gauche asturianiste, voir un ample secteur d'indépendants.
En 2010 est fondé Conceyu Abiertu (ast), en vue des élections régionales et municipales espagnoles de 2011. La formation a obtenu un conseiller municipal dans la localité de Noreña.

## Présence institutionnelle
Le Bloque por Asturies obtient un poste au Gouvernement durant la législature comprise entre 2003 et 2007, qui revient à Rafael Palacios, son porte-parole national, exerçant la charge de directeur de l'Agence de Coopération et de Développement. Durant la législature suivante, le BA obtient également le poste d'alcalde de Pola de Lena, des mains de Xosé Agripino Pérez. Il occupe également une place institutionnelle à San Martín del Rey Aurelio, Langreo et Gozón. C'est la première organisation nationaliste asturienne qui ait accédé au gouvernement, bien qu'en coalition avec une force politique étatique Izquierda Xunida d'Asturies, qui, au début de 2008 se déclare souveraine par rapport à son homologue madrilène.
Le PAS obtient un député au sein de la Junte générale de la Principauté des Asturies entre 1991 et 1999, son président Xuan Xosé Sánchez Vicente. Il obtient également le poste d'alcalde de Nava entre 1995 et 1999, en la personne de Julián Fernández Montes. Il est également présent dans les communes de Villaviciosa, Nava, Pola de Lena, Cangas de Onís, Amieva, Tineo, Bimenes et Grandas. C'est le parti qui a obtenu la plus importante représentation institutionnelle au sein de l'asturianisme politique.
Unidá maintient son siège dans la commune de Carreño, Santiago Artime.
Tant dans le programme politique de 2012 que dans les statuts de la fédération asturienne d'Izquierda Unida, la communauté est définie comme nationalité historique et comme élément fondamental de son projet politique, l'objectif est la construction des Asturies comme pays dans le cadre d'un État fédéral plurinational et républicain qui doit nous conduire vers une Europe sociale.

## Organisations politiques
- Unidá
- Bloque por Asturies
- Partíu Asturianista

## Autres organisations sociales ou politiques actives
- Darréu (organisation des jeunes de Andecha Astur (ast), indépendentiste)